# Pays de Herve

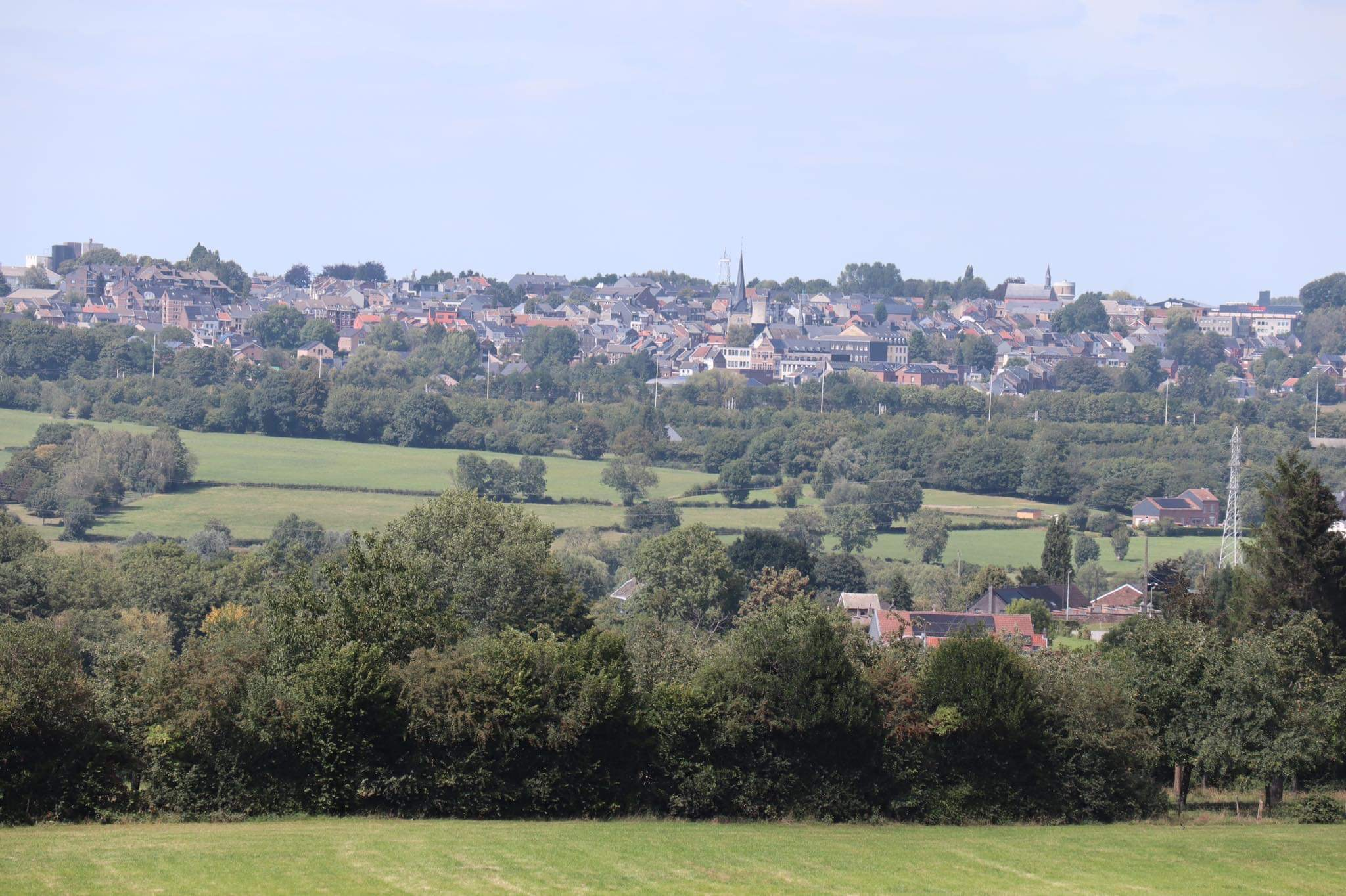
Herve et sa colline.

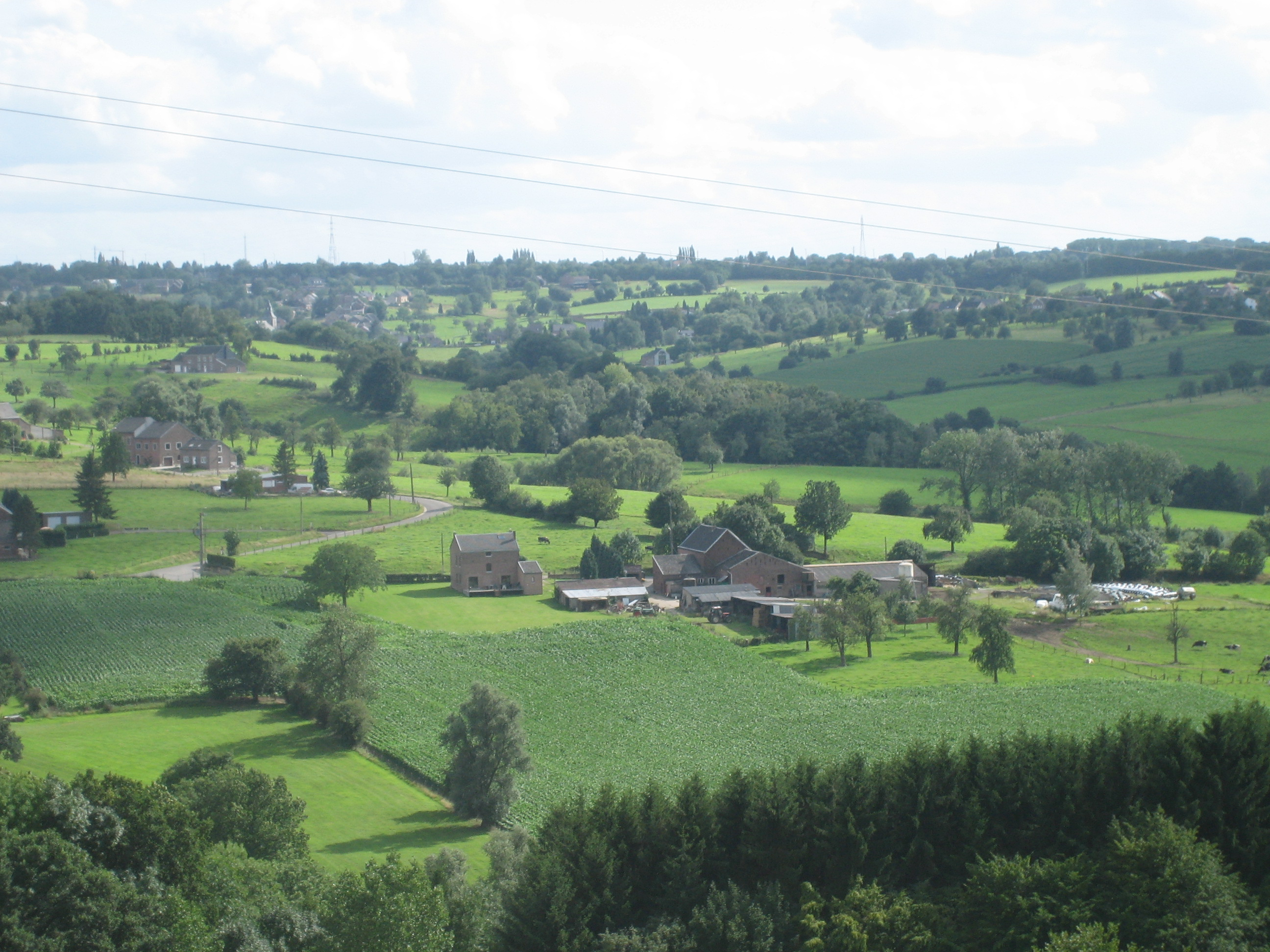
Bocage du pays de Herve.

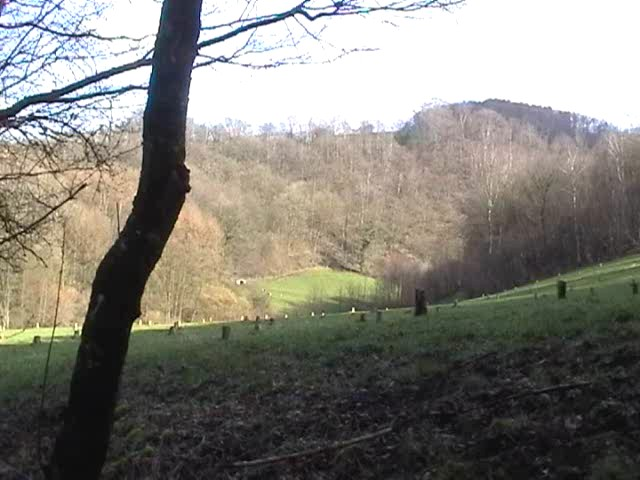
Vue de la vallée du ruisseau de Bilstain.

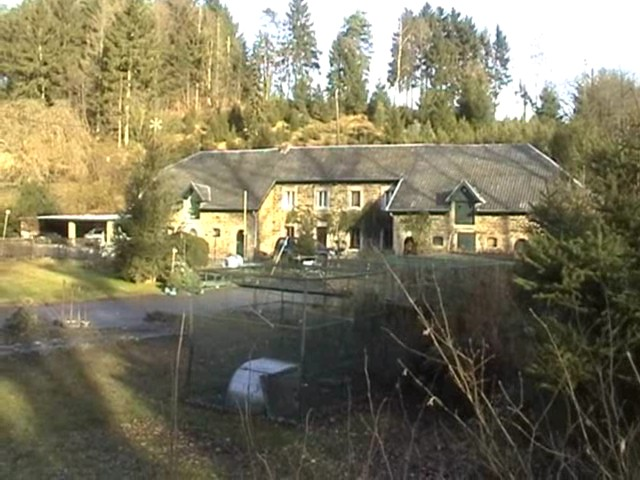
Une ferme à Val-Dieu.

Le pays de Herve ou plateau de Herve est une région naturelle de Belgique située dans l'Entre-Vesdre-et-Meuse, en province de Liège, typique par son bocage ancien.

## Topographie

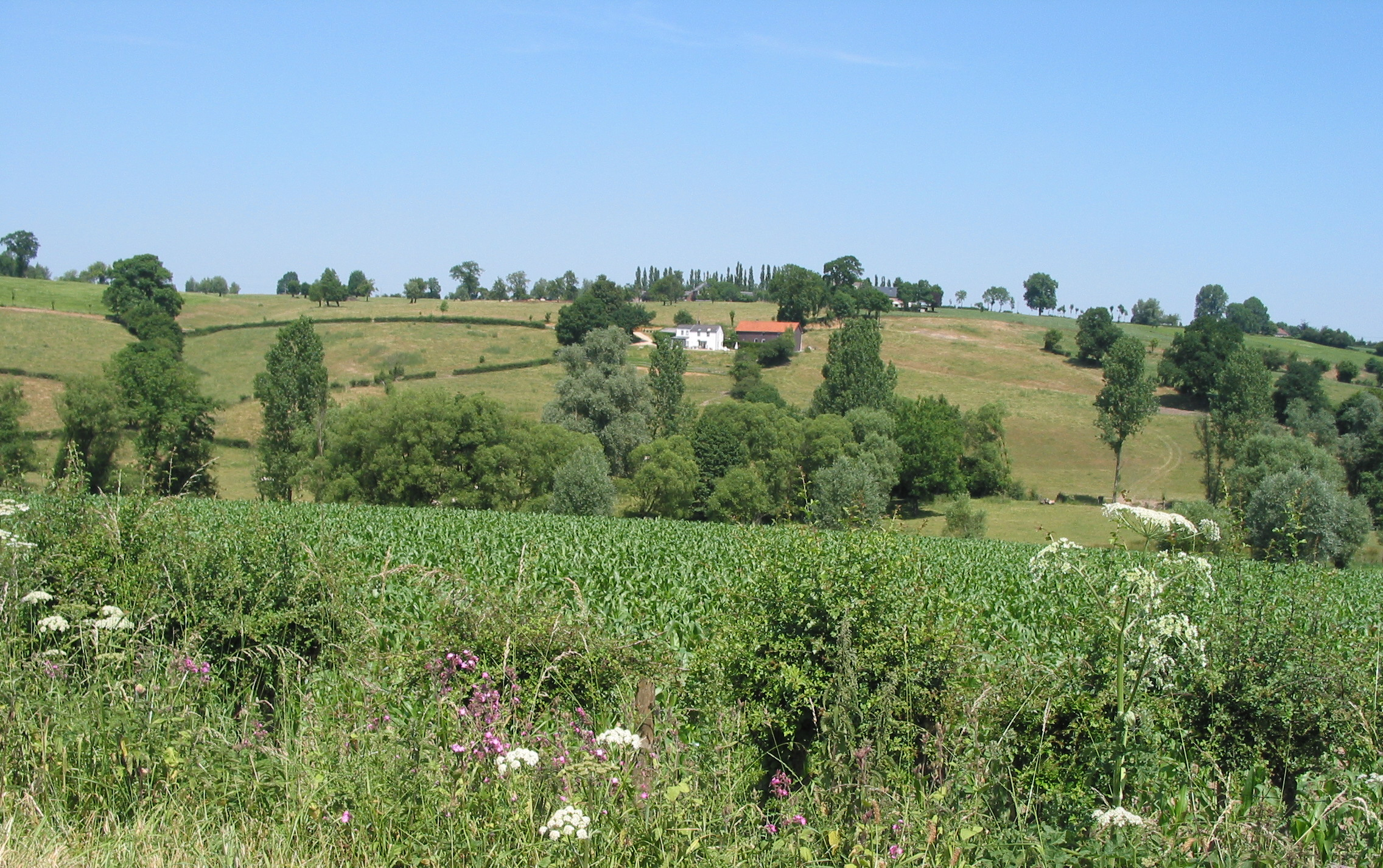
Les environs d'Aubel

Le Pays de Herve couvre une superficie approximative de 450 km2 et s'étend sur le territoire d'une bonne quinzaine de communes dont Aubel, Beyne-Heusay, Blegny, Dalhem, Fléron, Fourons, Herve, Olne, Plombières, Soumagne, Thimister-Clermont, Visé et Welkenraedt. 
C'est une région vallonnée caractérisée par ses paysages de prairies plantées d'arbres fruitiers et ses villages pittoresques. L'endroit est particulièrement apprécié des touristes pour ses promenades, ses curiosités touristiques et sa gastronomie.

## Géographie et géologie

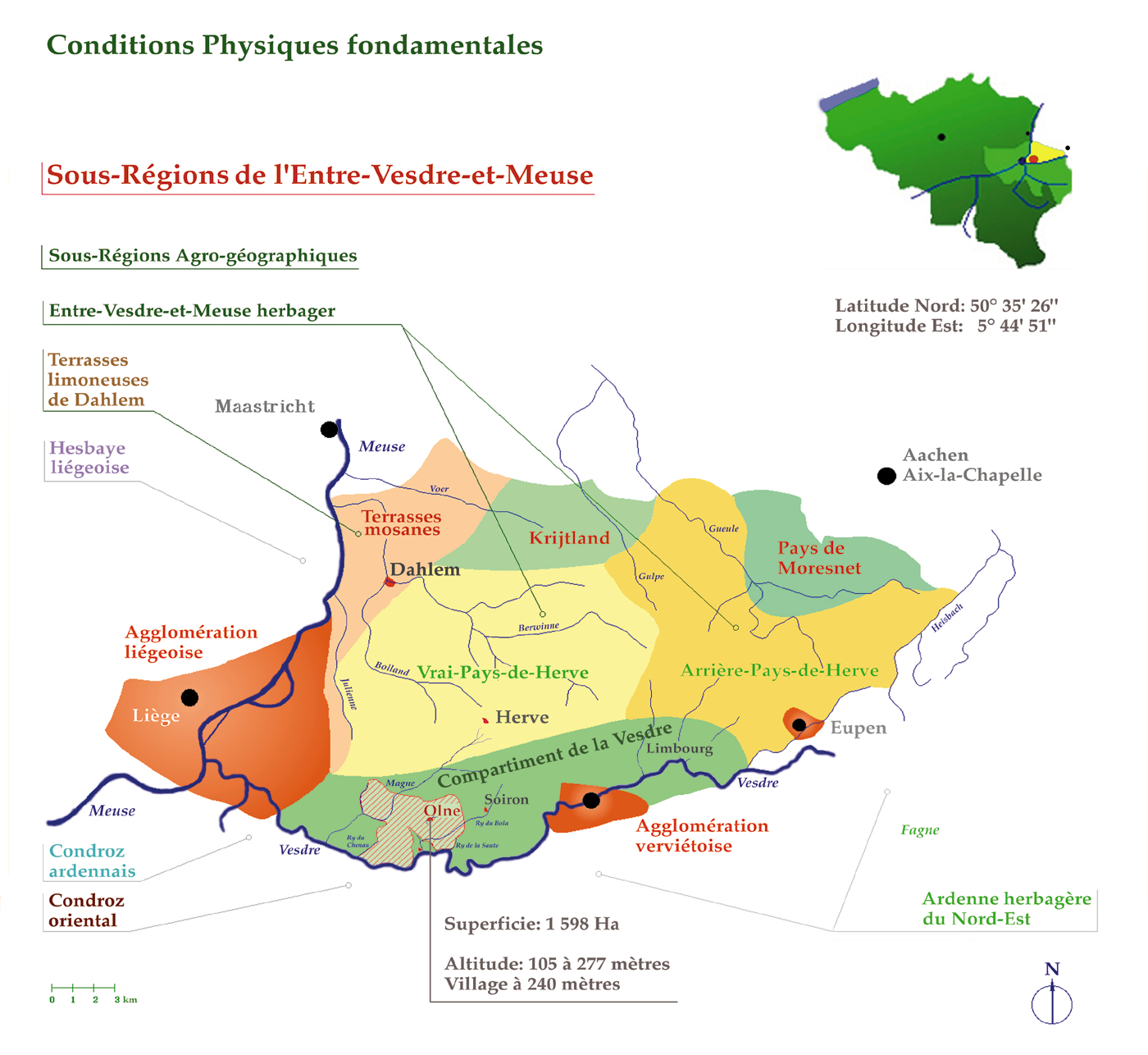
Conditions physiques fondamentales du Pays de Herve.

C'est un plateau calcaire prolongeant la Hesbaye et la Montagne Saint-Pierre, limité au nord par la frontière néerlandaise, à l'est par la frontière allemande, au sud par la vallée de la Vesdre et à l'ouest par la vallée de la Meuse. La crête de partage des eaux entre la Meuse et la Vesdre est empruntée par la nationale 3 reliant Liège à Aix-la-Chapelle. L'extrémité occidentale du plateau est occupée par la banlieue de Liège (Fléron, Beyne-Heusay).
Le pays de Herve se caractérise par un paysage de bocage : prédominance des prés, prairies et vergers, entourés de haies composées majoritairement d'aubépines.  Contrairement à l'openfield, il s'agit donc d'un paysage fermé. L'habitat est dispersé, caractéristique rendue possible par la multitude de points d'eau disséminés sur tout le territoire. Les villages du pays de Herve sont de petite dimension et ne regroupent en général que les fonctions collectives : école, église, administration, salle des fêtes, poste, etc. Les fermes sont en effet dispersées dans le finage et rarement présentes au sein même du village.  Cette dispersion de l'habitat explique la présence d'innombrables hameaux, lieux-dits et chemins ruraux.  Seuls quelques bourgs font exception : Herve, Aubel,Welkenraedt et Blegny. Le Pays de Herve est limité au sud par la Vesdre, affluent de l'Ourthe, et à l'ouest par la Meuse. Le principal cours d'eau est la Berwinne, affluent de la Meuse.
En continuation du gisement de Liège, le Sud-Ouest et le centre du plateau furent également l'objet d'exploitation du charbon, comme en témoignent les sites préservés de Blegny-Mine (patrimoine UNESCO depuis 2012) et du Bas-Bois.

## Histoire

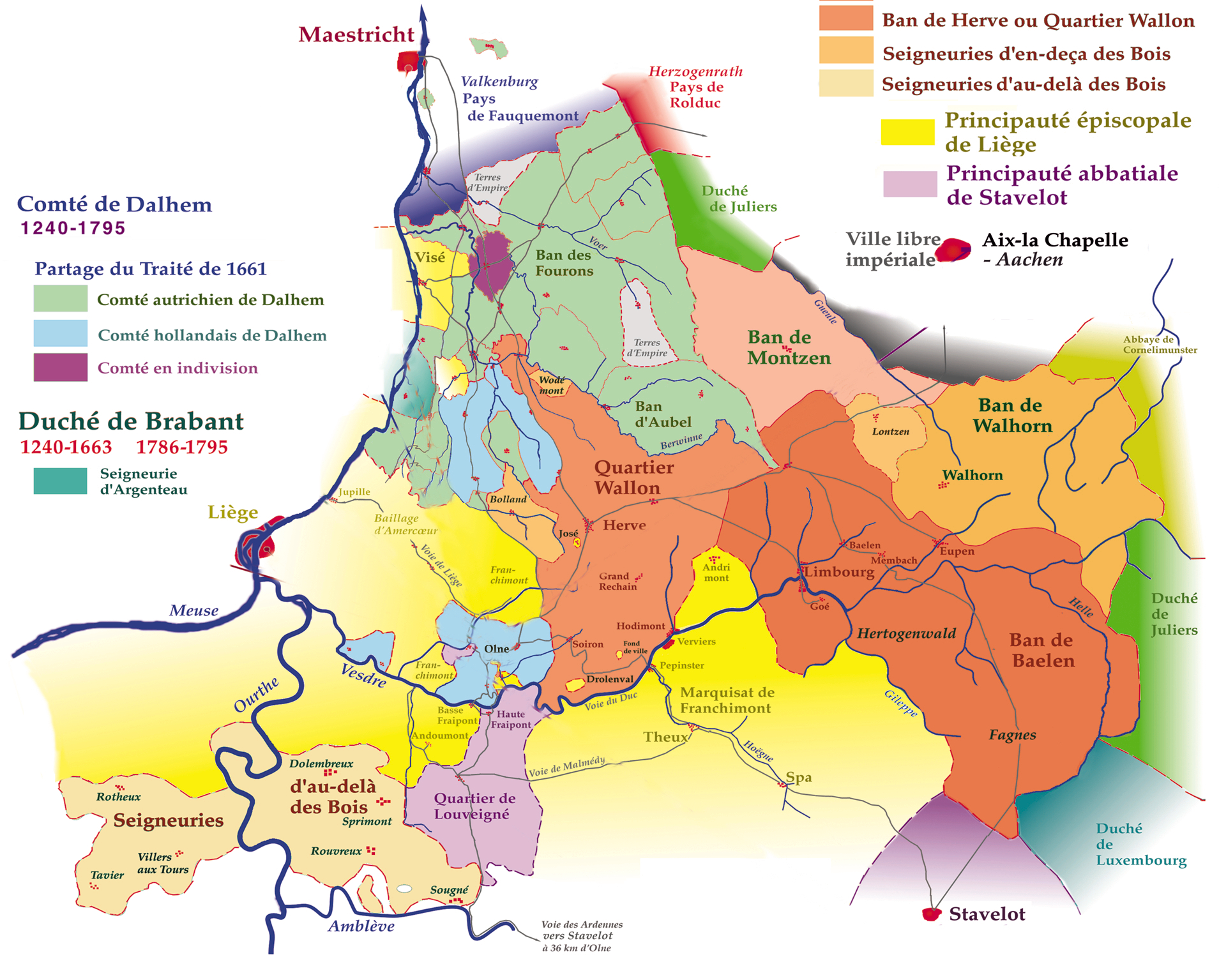
Carte du duché de Limbourg de 1240 à 1795.

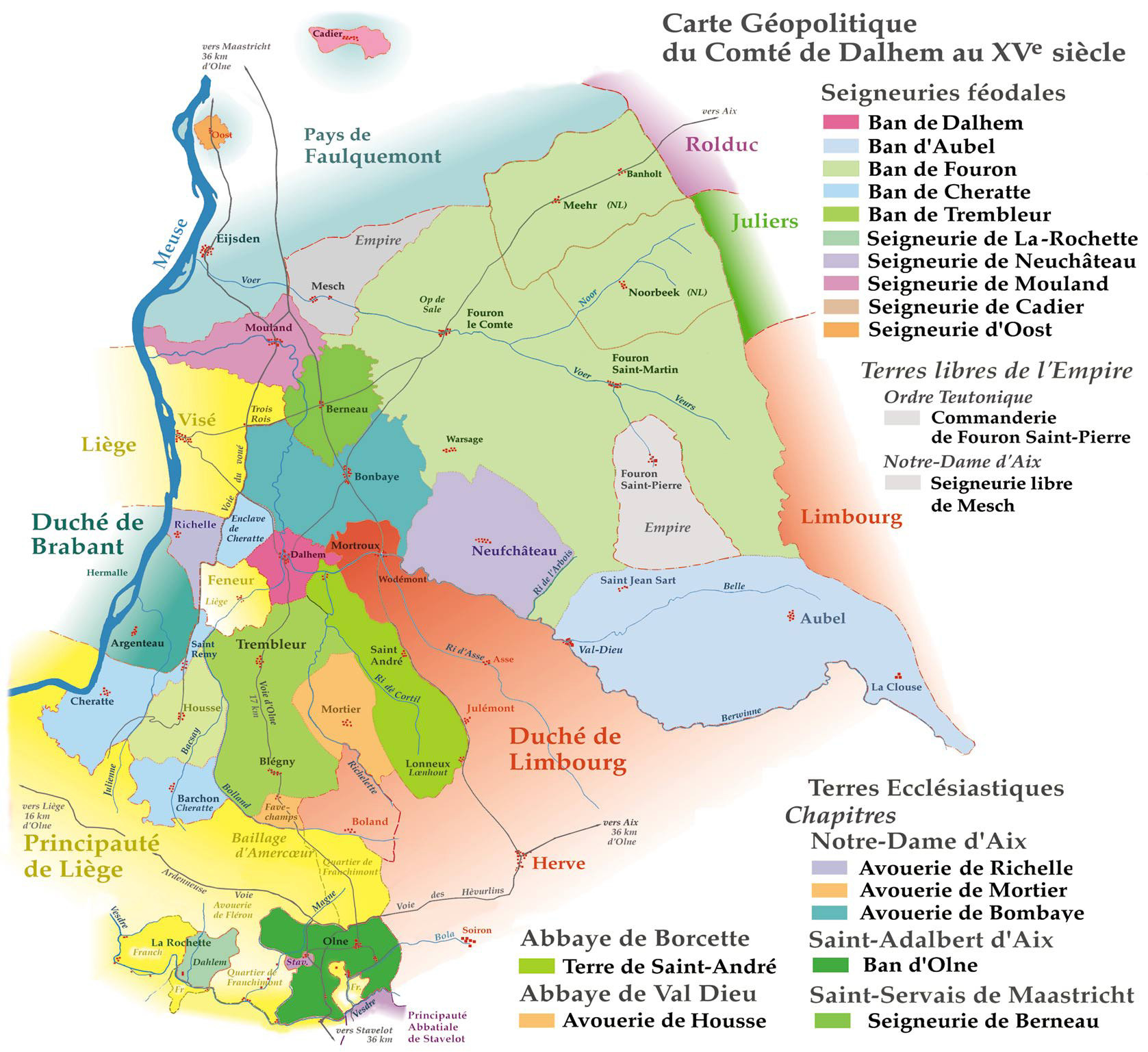
Carte du comté de Dalhem au XVe siècle.

### Les origines duPagus
Le pays de Herve se trouvait au cœur de l'Empire carolingien, dans le Pagus Harvia — (Soron et Solmania in pagus Hÿrwa) copie en 1103 d'une charte de Henri II du Saint-Empire au Chapitre Saint-Adalbert d'Aix en 1005 — du Comté de Luihgau, séparant d'une cinquantaine de kilomètres Aix-la-Chapelle, capitale de Charlemagne, de Herstal et Jupille dans la vallée de la Meuse, principales résidences de ses aïeux.

### La destinée desPays d'Outremeuse
Plus tard, la région appartiendra essentiellement au Duché du Limbourg et au Comté de Dalhem qui passeront ensuite sous le contrôle du Duché de Brabant, où ils seront appelés Pays d'Outremeuse. Elle sera ensuite intégrée au département de l'Ourthe lors de la domination française puis à la Province de Liège dès son intégration au Royaume des Pays-Bas en 1815.

### L'origine dubocage
Les actes du XIIIe au XVe siècle ne parlent jamais de prairies, mais de granges et de champs de blé. Le Pays de Herve devait donc ressembler à la Hesbaye actuelle. Mais sous Charles Quint, il fut interdit d'exporter du blé, et dès lors, pour ne pas produire d'excédent, les Herviens et les Limbourgeois furent forcés de transformer une partie de leurs terres en prairies. Mode de culture imité de la Hollande, ils développèrent l'industrie du fromage, facile à transporter, puis du beurre, particulièrement pour les femmes, les hommes, eux, développant le tissage et la fabrication des clous (en hiver).

## Dialectologie

### Le wallon hervien
Les communes romanes du Pays de Herve appartiennent au groupe de l'est-wallon mais il existe manifestement une variation dialectale entre le Nord-Ouest, influencé par le parler liégeois, et l'arrière-pays de Herve influencé par le parler verviétois.  Elles correspondent aux anciennes frontières de la principauté de Liège et du duché de Limbourg.

### Lexique et phonétique
Les communes romanes du Pays-de-Herve appartiennent au groupe de l'est-wallon. À l'exception des communes les plus occidentales (ou dans une moindre mesure pour celles-ci), elles y constituent une sous-variété, à laquelle participent, par plusieurs traits, les parlers verviétois. Du point de vue lexical, les particularités du hervien par rapport au liégeois pris au sens strict, sont peu nombreuses : en raison du type local d'exploitation, le nom habituel du fermier est vatchelî, au féminin vatchulresse, et non cincî, au féminin cincerèsse; le premier est à la tête d'un bé, bien, petite exploitation, et s'occupe d'élevage, tandis que le second pratique la culture dans sa cince.

### Le ripuarien
Dans le nord et l'est du pays de Herve, notamment dans les communes de Fourons, Aubel, Plombières (Blieberg) et Welkenraedt, il subsiste une minorité de personnes parlant le ripuarien ou le platt, dialecte de transition entre le limbourgeois et l'allemand, deux langues qui survivent dans de multiples toponymes et quelques groupes de théâtre folklorique comme la « Liebhaber Bühne de Gemmenich ». Langue véhiculaire pendant de longs siècles, elle est fortement en recul, à la suite de la politique de francisation du jeune État belge dès 1830 mais aussi et surtout à la suite des atrocités allemandes de la Première Guerre mondiale et la germanisation forcée et la dure répression durant la Seconde Guerre mondiale qui ont fait que la population a adopté le français, devenu le symbole de la résistance contre l'occupant,,,.

## Tourisme
La région offre des promenades balisées à parcourir à pied ou à vélo (RAVeL). L'on peut visiter des sites historiques tels que l'abbaye de Val-Dieu, le château de Bolland, le château de Beusdael, le domaine provincial de Wégimont, la vieille ville de Dalhem, le site touristique de Blegny-Mine, l'ancien couvent des Récollets à Herve, le Vieux Château de Ruyff ou la place de Clermont-sur-Berwinne. Trois villages sont repris parmi les plus beaux villages de Wallonie : Olne, Soiron et Clermont-sur-Berwinne.
La Maison de Tourisme du Pays de Herve est constituée des communes d'Aubel, Blegny, Dalhem, Fléron, Herve, Olne, Pepinster, Plombières, Soumagne, Thimister-Clermont, Visé et Welkenraedt.

### Randonnées
Le GR 5, traversée nord-sud de la région et le GR 563 proposent un tour du Pays de Herve.

### Gastronomie
- Les fromages :
  - Le fromage de Herve
  - Le remoudou
  - Le Boû d'Fagne
  - Le Trou d'Sottai
  - Le carré de Liège
  - Les fromages de l'Abbaye du Val-Dieu
  - Le bouquet des Moines
  - Le bleu des Moines
  - Le Délice des Moines
- Le sirop de Liège
- Le stron d'Poye
- La rombosse
- Les bières de l'Abbaye du Val-Dieu
- Les bières de la Brasserie Grain d'Orge
- Les cidres d'Aubel